# Troop (stijlfiguur)
Een troop (ook: trope, tropos of wending) is een stijlfiguur (volgens sommigen een stijlfout) waarbij een bestaande uitdrukking (met name beeldspraak) op een min of meer oneigenlijke manier wordt gebruikt.
- Gezegd van een voetbalspeler die stopt:
Hij hangt zijn voetbalschoenen aan de wilgen.
Dit is een variant op de bijbelse uitdrukking: hij hangt zijn lier aan de wilgen, dat betrekking heeft op een zanger-muzikant die met zijn beroep stopt.

Het woord komt van het Oudgriekse τρέπειν, trepein, dat keren of raken betekent (→ de betekenissen raken elkaar). Van oorsprong was de troop een overkoepelend begrip voor enkele semantische figuren, te weten de metonymie, de synecdoche, de metafoor en de parafemie.

## In middeleeuwse literatuur
In de middeleeuwen werd een troop gespecialiseerd gebruikt. Het betreft dan een versterking van teksten uit de liturgie. Een bekend voorbeeld daarvan is de Quem quaeritis?, een versterking vóór de Introïtus van de Paaszondagdienst.  Het is tevens de bron voor liturgisch drama. Aan deze praktijk kwam een einde met de Tridentijnse mis, de eenwording van de liturgie in 1570 afgekondigd door Paus Pius V.